# Triangle (album van Perfume)
Triangle (⊿) (トライアングル Toraianguru) is het tweede studioalbum van de Japanse groep Perfume. Het album kwam uit op 8 juli 2009 als een cd editie en een CD+DVD editie, op deze dvd staan muziekvideo's en live-optredens.
Ondanks dat het album minder goed verkocht dan zijn voorganger Game, verkocht het toch nog 250.000 exemplaren.

## Nummers
| 1.                 | Take Off                                               | 1:12 |
| 2.                 | Love the World                                         | 4:33 |
| 3.                 | Dream Fighter                                          | 4:54 |
| 4.                 | Edge (Triangle mix)                                    | 8:43 |
| 5.                 | Night Flight                                           | 5:21 |
| 6.                 | Kiss and Music                                         | 2:35 |
| 7.                 | Zero Gravity                                           | 4:54 |
| 8.                 | I Still Love You                                       | 4:33 |
| 9.                 | The Best Thing                                         | 4:24 |
| 10.                | Speed of Sound                                         | 4:13 |
| 11.                | One Room Disco (ワンルーム・ディスコ; Wan Rūmu Disuko) | 5:09 |
| 12.                | Negai (Album Mix) (願い; Wish)                         | 4:59 |
| Totale duur: 54:48 |                                                        |      |